# Жаркое американское лето: 10 лет спустя
«Жаркое американское лето: 10 лет спустя» (англ. Wet Hot American Summer: Ten Years Later) — американский сериал в жанре сатирической комедии. Сценарий написан Майклом Шоуолтером и Дэвидом Уэйном, и срежиссирован Уэйном. Шоу является продолжением фильма «Жаркое американское лето» 2001 года, и его приквела - сериала «Жаркое американское лето: Первый день лагеря» 2015 года.
Действие сериала происходит в 1991 году в лагере и Нью-Йорке; Шоуолтер назвал источниками вдохновения фильмы «Огни святого Эльма», «Одиночки» и «Большое разочарование».

## Актёрский состав

### Возвращающиеся актёры
Участие следующих актёров из мини-сериала «Первый день лагеря» было официально подтверждено.
- Элизабет Бэнкс — Линдси
- Майкл Йен Блэк — МакКинли Дазен / Джордж Буш
- Джанин Гарофало — Бет
- Джо Ло Трульо — Нил
- Кен Марино — Виктор Пулак
- Кристофер Мелони — Джин Дженкинсон / Джонас Юргенсон
- А. Д. Майлз — Гэри
- Маргерит Моро — Кэти
- Зак Орт — Джей Джей
- Эми Полер — Сьюзи
- Пол Радд — Энди Флекнер
- Мариса Райан — Эбби Бернштейн
- Молли Шэннон — Гейл Дана Старфилд
- Майкл Шоуолтер — Джеральд «Куп» Куперберг / Рональд Рейган
- Крис Пайн — Эрик
- Кристен Уиг — Кортни
- Джош Чарльз — Блейк МакКарти
- Лейк Белл — Донна Берман
- Джейсон Шварцман — Грег
- Х. Джон Бенджамин — Митч / банка консервированных овощей
- Дэвид Хайд Пирс — Генри Ньюман
- Сэмм Левин — Арти
- Джон Эрли — Логан Сент-Боган
- Рич Соммер — Грэм
- Эрик Неннингер — Уорнер
- Нина Хеллман — Нэнси
- Бет Довер — Шари
- Дэвид Уэйн — Ярон / Билл Клинтон
- Роб Хюбель — Бродфард Гилрой
- Пол Шир — Дэйв

Брэдли Купер, исполнивший роль Бена в оригинальном фильме и сериале «Первый день лагеря», не смог вернуться к своей роли из-за несовместимости рабочих графиков. Его заменил Адам Скотт.

### Новые актёры
- Адам Скотт — Бен, замена Брэдли Купера[3]
- Алисса Милано — Рената Мёрфи Дельвеккио[4]
- Марк Фойерстин — Марк[5]
- Скайлер Джизондо — Джереми «Дигс» Дигенштейн[6]
- Джай Кортни — Гарт МакАртур[7]
- Марло Томас — Вивиан[8]
- Джоуи Брагг — Сет[9]
- Энн-Мари Джонсон — Бёркхарт[10]
- Крис Редд — Мэйсон[11]
- Дэкс Шепард — Майки[12]
- Сара Бёрнс — Клэр[12]
- Мелани Лински — Лора[3]